# Craft Sportswear
Craft of Swedish est une entreprise suédoise de vêtements de sport fondé en 1977 par Anders Bengtsson.
La marque suédoise Craft of Scandinavia est un producteur de vêtements de sport fonctionnels.
L'entreprise est basée à Borås, une ancienne ville industrielle de textile traditionnelle du sud de la Suède.
Le concept initial de son fondateur Anders Bengtsson était de développer des sous-vêtements qui évacuent l'humidité de la peau lors d'une activité physique.
Craft a commencé avec des couches de base techniques et a rapidement développé le principe des trois couches avec une deuxième couche d'isolation et de transport de l'humidité ainsi qu'une coque extérieure pour la protection. Aujourd'hui, l'entreprise propose des équipements pour tous types de sports, en se concentrant sur la course à pied, le triathlon, le vélo et le ski de fond.

## Histoire
En 1973, le Suédois Anders Bengtsson a commencé à développer un matériau de couche de base qui évacue l'humidité (sueur) de la peau. Bengtsson a testé ses créations en pesant son équipement après les séances d'exercices. Il a utilisé des fibres de polyester, qui n'absorbent qu'une quantité minimale d'humidité, et les a transformées en une construction tissée. L'action capillaire qui en résulte favorise l'expulsion de l'humidité, transportant la sueur de la peau vers la surface extérieure du vêtement où elle s'évapore rapidement. La marque Craft of Swedish a été officiellement fondée en 1977.
En plus des sous-couches techniques, l'entreprise a rapidement commencé à produire des vêtements de deuxième couche (axés sur les matières polaires) et des vêtements d'extérieur.

## Rachats d'entreprises
New Wave Group a acquis la marque en 1996.

## Parrainages
Craft est le fournisseur et sponsor officiel de nombreuses équipes, joueurs et associations de football, notamment :

### Les associations
- Coupe du monde de football ConIFA 2016

### Basket-ball

#### Équipes nationales
- Finland  (depuis août 2023)

#### Équipes
- Limoges CSP (depuis 2020)
- Alliance Sport Alsace
- Södertälie BBK
- Uppsala Basket
- Luleå BBK (femme)
- BC Luleå (homme)
- Östersund Basket (femme)
- Mark Basket (femme)
- Sjuhärads Basket (femme)
- Borås Basket (homme)

### Curling

#### Équipes nationales
- Suède
- Norvége
- Suisse

### Football

#### Équipes

##### Europe
- Ordino
- KAA La Gantoise
- Helsingør
- Frem
- AC Oulu
- PS Kemi
- Toulouse FC[1] (depuis la saison 2021-2022 et jusqu'à la fin de la saison 2023-2024)
- Darmstadt 98
- Moulier
- Almere City FC
- Cambuur
- VVV-Venlo (depuis la saison 2023-2024)
- PEC Zwolle
- Fredrikstad FK
- Hammarby
- IFK Göteborg
- Trelleborgs FF
- Varbergs BoIS
- FC Aarau[2] (depuis la saison 2023-2024)
- FC Lucerne[3] (depuis la saison 2019-2020)

### Gymnastique

#### Équipes nationales
- Suède (depuis septembre 2020)

### Handball

#### Équipes nationales
- Suède  (depuis juillet 2019)

#### Équipes
- Hommes
  -  Bordeaux Bruges Lormont Handball (depuis la saison 2022-2023)
  -  Dunkerque Handball Grand Littoral
  -  Fénix Toulouse Handball
  -  Limoges Main 87
  -  Massy Essonne Handball
  -  Saint-Raphaël Var Handball
  -  Strasbourg Eurométropole Handball
  - 🇫🇷 Nancy Handball
  -  SC DHfK Leipzig Handball (depuis septembre 2020)
  -  AMO Hong Kong
  -  Hammarby IF HF
- Femmes
  - Odense Håndbold (depuis juillet 2019)
  -  Brest Bretagne Handball (depuis 2020)
  -  Mérignac Handball
  -  Atlantique Nantes (depuis saison 2020–2021)

### Ski
- Suède  (Depuis Janvier 2019)
- Norvège   (depuis la saison 2022-2023 )
- France  (depuis la saison 2022-2023 )

### Biathlon
- Norvége  (depuis la saison 2022-2023 )
- France  (depuis la saison 2022-2023 )
- Canada

### Natation

#### Équipes nationales
- Faroe Islands  (depuis janvier 2020)
- Sweden  (depuis septembre 2021)

### Volley-ball

#### Équipes nationales
- Suède (femme) (depuis juillet 2022)
- Danemark (homme) (depuis août 2023)

#### Équipes
- Volley Mulhouse Alsace (Asptt Mulhouse) (femme) (depuis août 2021)
- M.O.Mougins Volleyball (femme) (depuis août 2021)
- DSC Volleyball Damen (femme) (depuis juillet 2019)
- EVS (femme)
- Lunds VK
- Sollentuna VK
- BIWI VFM   (femme)
- Lausanne UC
- TSV Jona Volleyball

### Floorball

#### Équipes nationales
- Finlande

#### Équipes
- FBC Kalmarsund
- Karlstad Innebandy
- Zug United

## Athlétisme

### Équipes nationales
- Danemark
- Finlande
- Iles Faroe
- Suède

### Autres sports
L'équipe d'athlètes Craft comprend plusieurs équipes nationales, parmi lesquelles l'équipe nationale suédoise de XC, ainsi que des athlètes individuels tels que Marit Björgen, Charlotte Kalla, Rene Poulsen et Kaisa Mäkäräinen.
Craft fournit également des vêtements spécifiques à l'équipe cycliste professionnelle Orica-BikeExchange .
Événements sponsorisés : Vasaloppet, Tour de Ski (sponsor principal), Bike Trans Germany (sponsor en titre), Vätternrundan, Tjejmilen et Stockholm Halvmarathon.

### Critiques
Craft est parfois critiqué pour avoir produit ses vêtements dans des pays à bas salaires.